# Ranisikhar
Ranisikhar (nep. रानीशिखर) – gaun wikas samiti w zachodniej części Nepalu w strefie Mahakali w dystrykcie Darchula. Według nepalskiego spisu powszechnego z 2001 roku liczył on 374 gospodarstw domowych i 2287 mieszkańców (1178 kobiet i 1109 mężczyzn).